# Fabio Fabene
Fabio Fabene (* 12. března 1959 Řím) je italský římskokatolický duchovní, arcibiskup a sekretář Dikasteria pro blahořečení a svatořečení.

## Život
Narodil se 12. března 1959 v Římě.
Vstoupil do nižšího semináře v Montefiascone a poté do Papežského regionálního semináře ve Viterbu. Dne 26. května 1984 byl biskupem Luigi Boccadorem vysvěcen na kněze a inkardinován do diecéze Montefiascone. Je absolventem Papežské lateránské univerzity, kde získal doktorát z kanonického práva. Stal se farářem Santa Maria del Giglio v Montefiascone a biskupským kancléřem. Přednášel také kanonické právo ve Viterbu.
Dne 1. ledna 1998 započal svou službu v Kongregaci pro biskupy. Stal se soudcem církevního soudu pro rozvody manželství v regionu Lazio. Od roku 2005 byl archivářem Kolegia kardinálů a v letech 2007–2021 substitutem kolegia. Dne 24. dubna 2010 byl jmenován vedoucím kanceláře kongregace a 11. ledna 2012 mu byl udělen titul Prelát Jeho Svatosti.
Dne 8. února 2014 jej papež František jmenoval podsekretářem Biskupské synody a 8. dubna také titulárním biskupem z Acquapendente. Biskupské svěcení přijal 30. května z rukou papeže a spolusvětiteli byli kardinál Giovanni Battista Re a kardinál Lorenzo Baldisseri. Dne 28. února 2017 mu byl změněn titul na titulárního biskupa z Montefiascone.
Dne 18. ledna 2021 byl ustanoven sekretářem Kongregace pro blahořečení a svatořečení s povýšením na arcibiskupa. Od roku 2022 je substitutem Kolegia kardinálů a od 3. července 2023 také předsedou Komise pro novomučedníky – svědky víry.